# Język lengilu
Język lengilu – język austronezyjski z indonezyjskiej prowincji Borneo Wschodnie. Posługują się nim cztery osoby. Jest wypierany przez język lundayeh.